# Coppa della Mengara
La Coppa della Mengara era una competizione automobilistica che si tenne nel 1923, 1924, 1925 e 1929 in Umbria.
Era una gara di velocità in salita sulla tortuosa strada che in 22 km collega la località di Ponte Felcino, collocata ai piedi di Perugia, a Gubbio passando per la Cima della Mengara.
La prima edizione fu vinta dal ternano Belli Rigoletto su Fiat 501/S, le successive dal romano Cesare Paparini su Austro-Daimler ed il fabrianese Giuseppe Vallemani su Bugatti.
Tra i piloti umbri che vi parteciparono Mario Umberto Baconin Borzacchini e Luigi Fagioli, detentore del record di 14'50” 2/5 a 88,943 km/h ottenuto nel 1929 con una Salmson SS.